# Estación Pejerreyes
Pejerreyes fue una estación de ferrocarril que se hallaba dentro de la comuna de Ovalle, en la Región de Coquimbo de Chile.

## Historia
La estación fue inaugurada en septiembre de 1866, cuando el ferrocarril que conectaría a La Serena y Coquimbo con Ovalle alcanzó el sector de Higueritas. Se encontraba a 444 metros de altura sobre el nivel del mar.
Enrique Espinoza consigna la estación en 1897, así como también José Olayo López en 1910 y Santiago Marín Vicuña en 1916, quienes la incluyen en sus listados de estaciones ferroviarias.
La estación dejó de prestar servicios cuando el Longitudinal Norte suspendió el transporte de pasajeros en junio de 1975. En las décadas siguientes el edificio de la estación sería abandonado y posteriormente demolido, quedando solo algunos cimientos y una antigua copa de agua.